# 廿五里
廿五里（ついへいじ）は、千葉県市原市の五井地区にある大字。郵便番号は290-0032。

## 概要
市原市北西部の五井地区に位置する。
養老川下流域に位置し、両岸にまたがる大字である。領域は北東 - 南西方向に長く、やや北東寄りに養老川が南南東から北北西へと貫いて流れる。両岸を廿五里橋が結んでいる。

## 地理
養老川沿いの低地という地理条件から、南東の町田ともども、しばしば水害を受けた。廿五里村は洪水被害のたびに集落を移転し、甚だしい場合には「一世」に2度3度に及んだという状況で、「往古は漂流常無し」（その昔、村は漂流して留まることがなかった）とも語られた。1870年（明治3年）洪水によって養老川の流路は変わって現在（『千葉県市原郡誌』編纂当時）のものとなり、旧河道を砂が埋めたことで「川間」となった。
明治時代に灌漑目的で（旧）廿五里堰が建設された。この時期、養老川下流域には、廿五里堰・吹上堰・出津堰・中瀬堰・飯沼堰・西広堰の6つの堰が存在し、周辺の農業用水として用いられた。なお、昭和中頃に県営廿五里堰が建設されたことでその役目を終えた。
もとの「廿五里」の集落が含まれるのは養老川左岸側である。左岸側には、養老川の旧河道の名残である上前川や今津川が流れており、今津川が領域の南西端となっている。域内の集落としては「廿五里」「廿五里新田」「下川原」「伏木」の4つが挙げられる。廿五里集落は旧東海村の中心集落で、村役場・小学校・（新制）中学校も置かれていた。このうち小学校が現存する。域内には「廿五里」「廿五里新田」「下川原」の3つの町会が組織されている。
養老川右岸側は「廿五里新田」と呼ばれる地区で、川を除いたほぼ全周を村上に囲まれる。なお、千葉県道139号の「廿五里」交差点は養老川右岸の廿五里新田地区に所在している。

### 河川
- 養老川
- 今津川
- 上前川

### 隣接町丁字
北は村上、東は村上、南東は町田、南西は海保、西は柏原、北西は野毛と接する。

## 産業

### 農業
主に稲作や果樹園が多く立地する地区である。千葉県の特産品である梨のうち、市原産の「市原梨」を多く生産している。
廿五里には、市原市農業協同組合（JA市原市）の東海営農センターが置かれており、梨共同選果場がある。

## 歴史

### 地名「廿五里」
廿五里（ついへいじ）は難読地名として知られ、各種メディアでも繰り返し取り上げられる。現代の行政上の正式表記は廿五里であるが、二十五里と表記されることもある。当地に所在する小湊鐵道のバス停留所の名称は「二十五里」である。地元の伝承によれば、古くは露乾地と記され、「つゆひじ」と読まれたという。廿五里という表記については、以下のような伝承がある。
- 宇佐八幡宮の社伝によれば、この神社は「鎌倉公」が厚く崇敬した神社であり、毎年幣帛を捧げていた。鎌倉から25里の距離にあったためにこれが村名に付けられたという[23]。
- 東泉寺の寺伝や地元の伝承でも、東泉寺の刺繍仏がしばしば霊異をあらわしたために源頼朝が月ごとに焼香の使者を派遣したが、その距離が25里であったことによって村名になったという[24]。

『千葉県市原郡誌』では里程を計算し、これらの説は信じるに足りないとする。「廿五里」の地名は他地域にもある（後述）ことから、この文字が採用されたのは鎌倉との距離とは別の理由であるとする説もある。　

### 沿革

#### 前近代
戦国時代、養老川下流左岸の地名として「津比地郷」が見られ、当地に比定されている。1560年（永禄3年）10月14日付の「北条家朱印状写」において、村上民部大輔の要望で北条家が不入が認めた8か郷の一つに「津比地郷」が含まれる（村上 (市原市)#歴史参照）。『元禄郷帳』には「津以比地村」と記されている。江戸時代には領主関係は細分され（相給）、旗本知行地や幕府領（代官支配地）としてしばしば領主も交代した。姉崎二十五郷中のうちでは、海保村五郷組合に属した。
養老川に面し、渡船場の一つがあった。養老川の水は用水にも用いられたが、しばしば近隣諸村と水論が生じた。洪水被害も発生し、江戸時代では1797年（寛政9年）の洪水被害が特に甚大であった。

#### 近代

##### 明治初年から町村制施行まで
1867年（明治元年）7月に廿五里村は菊間藩領となる。1871年（明治4年）の廃藩置県により菊間県、同年末には府県統合により木更津県所属となり、1873年（明治6年）6月に千葉県所属となった。1873年（明治6年）に東泉寺に廿五里小学校が開校している。1878年（明治11年）には、廿五里・野毛・飯沼の3村で連合戸長役場を設置した。
養老川に関して、1870年（明治3年）には、大規模な洪水被害が発生した。この洪水被害の程度は甚だしく、水田の収穫が皆無になり、家屋の浸水も数日に及んだ。1883年（明治16年）、廿五里村出身で戸長を務めていた山越永太郎が中心となって字十三割に廿五里堰（板羽目堰）が造成され、廿五里村など8か村の水田268町歩が灌漑された。

#### 町村制施行以後
1889年（明治22年）4月、廿五里村・野毛村・町田村・海保村・島野村・飯沼村が合併して東海村が編成され、かつての廿五里村は東海村の大字「廿五里」となった。廿五里には東海村役場が置かれた。同年、廿五里小学校は東海尋常小学校となり、1892年（明治25年）の小学校令改正にともない、村では尋常小学校の配置の見直しと高等小学校の併置が検討され、字松葉に校舎の新築が行われた。1896年（明治29年）に東海尋常小学校が移転し、1897年（明治30年）に高等小学校が併設されたため、東海尋常高等小学校となった。

#### 現代
第二次世界大戦後の学制改革にともない、東海村立東海小学校の敷地に東海村立東海中学校が設立される。中学校は1962年（昭和37年）に海上地区に移転している。1954年（昭和29年）に東海村は五井町の一部となった。1962年（昭和37年）に県営廿五里堰が竣工し、養老川左岸の432ヘクタールの灌漑が可能となった。1963年（昭和38年）5月1日、市原町・五井町など市原郡の5町が合併し、市原市が発足した（新設合併）。これにより廿五里も市原市の大字となった。1972年（昭和47年）に廿五里橋（千葉県道139号茂原五井線）が架設された。

### 年表
- 1797年（寛政9年） - 大規模な洪水被害が発生する[9]。
- 1867年（明治元年）7月 - 菊間藩領となる[29]。
- 1870年（明治3年） - 大規模な洪水被害が発生する[9]。
- 1871年（明治4年） - 菊間県所属になった後、木更津県所属となる[31]。
- 1873年（明治6年） - 廿五里小学校が開校する[31]。
- 1883年（明治16年） - 廿五里堰（板羽目堰）が完成する[33]。
- 1889年（明治22年）
  - 4月 - 町村制施行によって旧廿五里村が東海村の大字となる[34]。
  - 廿五里小学校が東海尋常小学校となる。
- 1896年（明治29年） - 東海尋常小学校が移転する[37]。
- 1897年（明治30年） - 東海尋常小学校〈初代〉が東海尋常高等小学校〈初代〉に改称する[38]。
- 1925年（大正14年） - 東海尋常小学校〈2代目〉と東海尋常高等小学校〈初代〉が統合して東海尋常小学校〈3代目〉が開校する[41]。
- 1941年（昭和16年） - 東海尋常高等小学校が東海国民学校に改称する[41]。
- 1947年（昭和22年）4月1日
  - 東海国民学校が東海村立東海小学校に改称する[41]。
  - 東海村立東海中学校が開校する[41]。
- 1954年（昭和29年） - 町村合併によって五井町の大字となる[11]。
- 1962年（昭和37年） - 県営廿五里堰が完成する[11]。
- 1963年（昭和38年）5月1日 - 町村合併により発足した市原市の大字となる[42]。

## 世帯数と人口
2022年（令和4年）4月1日現在の世帯数と人口は以下の通りである。
| 町丁字 | 世帯数  | 人口  |
| ------ | ------- | ----- |
| 廿五里 | 268世帯 | 587人 |

## 通学区域
市立小学校・市立中学校及び県立高等学校の通学区域は以下の通りである。
| 町丁字 | 範囲 | 小学校             | 中学校             | 県立高校 |
| ------ | ---- | ------------------ | ------------------ | -------- |
| 廿五里 | 一部 | 市原市立国府小学校 | 市原市立東海中学校 | 第9学区  |
| 廿五里 | 一部 | 市原市立東海小学校 | 市原市立東海中学校 | 第9学区  |

## 施設

### 公共
- 市原市立東海小学校
- 市原警察署廿五里駐在所
- 廿五里新田町会集会所
- 下川原自治会館

### 神社仏閣
- 恵光院
真言宗豊山派
- 東泉寺
真言宗豊山派
- 若宮八幡神社
字宮ノ下[44]
- 宇佐八幡神社 
養老川右岸に位置する。もとは字八幡台にあった[44]。館山自動車道の建設にともない、1994年（平成6年）に現在地へ移転した[10]

## 交通

### 鉄道
最寄りは五井駅。

### バス
字内の停留所は「二十五里」「東海公民館前」「下河原」である。字内の停留所を通過する一般路線は以下の通りである。
| 運行会社 | 系統     | 運行区間                          | 経由           | 備考 |  |
| -------- | -------- | --------------------------------- | -------------- | ---- |  |
| 小湊鐵道 | 五06系統 | 五井駅東口 - 帝京大学医療センター | 二十五里、畑木 | 廃止 |  |
| 小湊鐵道 | 五07系統 | 五井駅東口 - あずの里いちはら     | 二十五里       | 廃止 |  |

### 道路
地域の北東端は国道297号であり、館山自動車道（館山道）市原インターチェンジが位置する。「市原IC東側」交差点で交差する千葉県道139号茂原五井線が域内を北西―南東方向にが通過し、廿五里橋で養老川を越える。館山道は県道に沿って走る（養老川を越える館山道の橋は「養老川橋」）。
地域南部には「フルーツ通り」の愛称のある市原市道が東西に走る。
- 東日本高速道路館山自動車道
- 国道297号
- 千葉県道139号茂原五井線
- フルーツ通り（市原市道）[47]。

## 市原市外の「廿五里」ついて
「廿五里（二十五里）」と記して「ついへいじ」「つうへいじ」等の特殊な読みをする地名は各地にある。
現在の千葉市若葉区みつわ台付近には「二十五里（廿五里）」と記して「つうへいじ」と読む地名があった。千葉市の二十五里については、千葉常胤が鎌倉の弁ヶ谷から25里離れたこの地に弁財天を勧請したこと、また千葉市の重臣の通平寺氏がこの地に城（二十五里城）を築いて住したことが混交し、「二十五里」と記して「つうへいじ」と読むと伝えられている。
千葉市の廿五里城跡の発掘調査にあたった考古学者の鈴木文雄によれば、「二十五里（廿五里）」と記して「つうへいじ」等と読む地名は、市原市・千葉市のほかにも、千葉県夷隅郡大原町（現在はいすみ市）、埼玉県北埼玉郡松伏町などにもあり、茨城県猿島郡三和町（現在は古河市）にも二十五里寺（つうへいじ）がある。